# Молина Барраса, Артуро Армандо
Артуро Армандо Молина Барраса (исп. Arturo Armando Molina Barraza; 6 августа 1927, Сан-Сальвадор, Сальвадор — 19 июля 2021, Калифорния, США) — сальвадорский военный, правый политик и государственный деятель, президент Сальвадора в 1972—1977 годах. Проводил курс интенсивного экономического роста, умеренных социальных реформ и репрессивного подавления левой оппозиции. В годы гражданской войны находился в эмиграции. После окончания войны вернулся в страну.

## Военный
Родился в семье подполковника сальвадорской армии. Среднее образование получил в Сонсонате и Сенсунтепеке, затем учился в сан-сальвадорском Институте Франсиско Менендеса. В 1945 поступил в Военную школу имени Херардо Барриоса, окончил в 1949 в звании второго лейтенанта сухопутных войск.
Командовал различными армейскими подразделениями. В 1957 стажировался в пехотном училище Мадрида. Служил военным атташе Сальвадора в Мексике и Никарагуа. В 1962—1964 Молина состоял в совете директоров Сальвадорской железной дороги, в 1964—1968 возглавлял дирекцию порта Акаютла.
В 1968 подполковник Молина участвовал в организации встречи президента США Линдона Джонсона с главами государств Центральной Америки. Особо тесные отношения Молина поддерживал с Анастасио Сомосой.
В феврале 1969 Артуро Армандо Молина получил звание воинское полковника.

## Политик
Политически Артуро Армандо Молина придерживался правых антикоммунистических взглядов, был близок к президенту Фиделю Санчесу Эрнандесу. В марте 1969 полковник Молина был назначен личным секретарём президента. В 1971 Санчес Эрнандес назвал Молину кандидатом в президенты от правящей консервативной Партии национального примирения.
Выборы состоялись 20 февраля 1972. По официальным данным, Молина получил немногим более 43 % голосов, опередив лишь на 10 тысяч (около 1 %) христианского демократа Хосе Наполеона Дуарте. Оппозиция считала итоги выборов сфальсифицированными.
25 марта 1972 группа военных попыталась совершить государственный переворот в пользу Наполеона Дуарте (он пользовался также симпатиями американской администрации Ричарда Никсона). Однако Молина сумел подавить мятеж. Около 100 человек погибли в уличных столкновениях, организаторы депортированы в Венесуэлу, Дуарте перед этим подвергнут пыткам. Мартовские события 1972 года рассматриваются как прообраз надвигавшейся гражданской войны.
Церемония официального вступления Артуро Армандо Молины в должность президента Сальвадора прошла 1 июля 1972.

## Президент
В экономике президент Молина эффективно воспользовался выгодной внешней конъюнктурой — ростом мировых цен на кофе. Доходы от экспорта позволили аккумулировать значительные средства для государственных инвестиций. Было развёрнуто интенсивное строительство школ и больниц, выдвинут лозунг «Одна школа каждый день». Построены гидроэлектростанция на реке Лемпа, геотермальная станция в Ауачапане, международный аэропорт Сан-Сальвадора, учреждена компания по производству сахара Ingenio Azucarero del Jiboa. Был возведено новое здание Правительственного центра с площадкой для парадов и торжеств.
В социальном плане Молина выдвинул программу умеренной аграрной реформы. Речь шла о выкупе у латифундистов 59 тысяч гектаров хлопковых угодий и распределении этих земель между 12 тысячами беднейших крестьян. Однако проект столкнулся с ожесточённым сопротивлением землевладельцев и был оставлен (что также способствовало гражданской войне 1980-х). Социальные реформы ограничились созданием сельскохозяйственного банка для дешёвого кредитования крестьян, жилищного фонда, пенсионного фонда для служащих, фонда поддержки малого бизнеса, новой образовательной телепрограммы.
Большое внимание Молина уделял международному положению и престижу Сальвадора. Ему удалось урегулировать отношения с Гондурасом, крайне напряжённые после Футбольной войны 1969 (этому способствовал тот факт, что полковник Молина как секретарь президента не участвовал в боевых действиях). Международный конкурс красоты Мисс Вселенная 1975 проходил в Сан-Сальвадоре.
В политической сфере Молина придерживался жёсткого правоавторитарного курса. Уже 19 июля 1972 он отдал приказ о войсковой оккупации Сальвадорского университета с целью подавления левых студенческих организаций. 22 июня 1975 был подавлен крестьянский бунт близ Сан-Аугустина. 30 июля 1975 по приказу Молины была расстреляна оппозиционная студенческая демонстрация в Сан-Сальвадоре, погибли десятки людей.
Ограниченность социальных реформ в сочетании с политической диктатурой способствовала переходу оппозиции к насильственным методам борьбы. Именно в период президентства Молины активизировались прокоммунистические повстанческие формирования (FPL, ERP), были совершены резонансные теракты и убийства. С другой стороны, началась консолидация ультраправых эскадронов смерти, был создан Союз белых воинов, совершён ряд убийств, в том числе Рутилио Гранде.
Президентским девизом Артуро Армандо Молина избрал «Твёрдость и решительность». Он часто передвигался по стране на вертолёте, демонстративно общался с простыми сальвадорцами, постоянно употреблял в разговорах простонародные выражения, регулярно проводил застольные встречи с представителями общественности бизнеса и СМИ. Этот стиль «мобильного правительства» способствовал его популярности.

## Преемство
Своим преемником Артуро Армандо Молина назвал министра обороны и безопасности генерала Карлоса Умберто Ромеро, непосредственно руководившего июльским расстрелом 1975 года. Представители сальвадорской компартии назвали этот план «закреплением жесточайшей фашистской диктатуры» и возмущались тем, как «полковник Молина готовит чистый стол» — проводит карательные операции в преддверии передачи власти.
Президентские выборы 20 февраля 1977 проходили под жёстким контролем правительственных силовых структур и ультраправых боевиков. Было объявлено о победе генерала Ромеро: более 67 % голосов. Оппозиция и международные наблюдатели вновь говорили о серьёзных нарушениях и фальсификациях.

## Оценки
Карлос Умберто Ромеро занял пост президента 1 июля 1977. Вскоре после этого Артуро Армандо Молина покинул Сальвадор. 15 октября 1979 Ромеро был свергнут в результате государственного переворота, к власти пришла Революционная правительственная хунта. Правление Ромеро явилось непосредственным преддверием гражданской войны, в которой полковник Молина не принимал никакого участия.
Артуро Армандо Молина возвратился в Сальвадор в 1992, после окончания войны. К политической деятельности он не вернулся, но занимался делами Каритас, сальвадорское отделение которого возглавлял с 1969 года. Много времени проводил в США.
К Молине крайне негативно относились политики ФНОФМ, но лояльно — представители АРЕНА. Известная сальвадорская экономист Хулия Эвелин Мартинес считает, что его проект аграрной реформы в случае реализации мог не только модернизировать сальвадорский капитализм, но и снизить напряжённость в деревне, предотвратив гражданскую войну.

## Семья
Артуро Армандо Молина был женат, имел пятерых сыновей. Хорхе Альберто Молина занимал пост министра обороны Сальвадора в правительстве Антонио Саки (АРЕНА). Марио Эрнесто Молина известен как участник убийства архиепископа Ромеро.

## Смерть
93-летний Артуро Армандо Молина скончался в своём калифорнийском доме 19 июля 2021 (некоторые источники указывают на 18 июля).